# Homilia de Páscoa
A Homilia de Páscoa (ou sermão), conhecida também pelo seu nome grego Hierático (Hieratikon) e por Homilia Catequética, é uma obra de João Crisóstomo (m. 407) lida em voz alta na manhã de Páscoa (Pascha) na Igreja Ortodoxa e nas Igrejas Católicas Orientais de rito bizantino. De acordo com a tradição da Igreja, todos devem ouvi-la de pé. Em partes, conta-se também com a participação da congregação.

## A Homilia
Uma tradução para o português seria:

Quem tiver piedade e amor a Deus, regale-se nesta gloriosa e brilhante festa; 
quem for servo bom, entre alegre no gozo de seu Senhor; 
quem suportou a fadiga do jejum, receba agora a sua remuneração;
quem trabalhou desde a primeira hora, receba hoje o seu justo salário; 
quem veio após a terceira hora, festeje com gratidão; 
quem chegou após a sexta hora, entre sem hesitar, porque não será castigado; 
quem atrasou-se até a nona hora, venha sem receio; 
quem chegou somente na undécima hora, não tenha medo por causa de sua demora,
porque o Senhor é generoso, acolhe o último como o primeiro; remunera o operário da undécima hora como o da primeira; 
cobre um com sua misericórdia e outro com sua graça; a um dá, a outro perdoa; 
aceita as obras e abençoa a intenção; recompensa o trabalho e louva a boa vontade.

Entrai, pois, todos no gozo de nosso Senhor; primeiros e últimos recebei a recompensa; 
ricos e pobres, alegrai-vos juntos; 
justos e pecadores, honrai este dia;
vós que jejuastes e vós que não jejuastes, regozijai-vos uns com os outros; 
a mesa é farta, saciai-vos à vontade; 
o vitelo é gordo, que ninguém se retire com fome;

Tomai todos parte no banquete da fé; participai todos da abundância da graça; 
que ninguém se queixe de fome, porque o reino universal foi proclamado; 
que ninguém chore por causa de seus pecados, porque o perdão jorrou do túmulo; 
que ninguém tema a morte, porque a morte do Salvador nos libertou a todos.

Ele destruiu a morte, quando a ela se submeteu; 
despojou o inferno, quando nele desceu; 
o inferno tocou seu corpo e foi aniquilado. Foi isto que profetizou Isaías, exclamando: "o inferno ficou aflito ao encontrar-te;
o inferno foi aniquilado e arruinado; 
aniquilado e menosprezado, 
aniquilado e executado, 
aniquilado e espoliado, 
aniquilado e subjugado.

Agarrou um corpo e encontrou um Deus; 
apossou-se da terra e achou-se defronte ao céu; 
pegou no que viu e caiu donde não viu”.

Onde está tua vitória, ó inferno? 
Onde está o teu aguilhão, ó morte?
Cristo ressuscitou e foste arrasada!
Cristo ressuscitou e os demônios foram vencidos! 
Cristo ressuscitou e os anjos rejubilaram-se! 
Cristo ressuscitou e a vida foi restituída! 
Cristo ressuscitou e não ficou morto nenhum no túmulo!

Porque Cristo, pela sua ressurreição dos mortos, tornou-se primícias de todos os mortos.
A Ele a glória e o poder pelos séculos dos séculos.
Amém.